# Henk Duut
Henk Duut (født 14. januar 1964) er en tidligere nederlandsk fodboldspiller og træner.
Han har spillet for flere forskellige klubber i sin karriere, herunder Feyenoord og Fortuna Sittard.